# صموئيل أغسطس فاولر
صموئيل أغسطس فاولر (بالإنجليزية: Samuel Augustus Fuller)‏ هو شخصية أعمال أمريكي، ولد في 8 أغسطس 1837 في Vienna Center, Ohio ‏ في الولايات المتحدة، وتوفي في 23 أكتوبر 1891 في كليفلاند في الولايات المتحدة.